# バルドルジ・ムングンチメグ
バルドルジ・ムングンチメグ（Baldorj Mungunchimeg 1994年6月11日- ）はモンゴルの柔道選手。階級は63kg級。

## 人物
2013年のグランドスラム・モスクワ63kg級で3位になると、世界ジュニアでも3位に入った。2014年には世界団体で2位となったが、 アジア大会では5位だった。2016年には地元のグランプリ・ウランバートルで優勝するが、リオデジャネイロオリンピックには世界選手権3位のツェデブスレン・ムンフザヤがいたために出場できなかった。2017年のアジア選手権では個人戦及び団体戦の決勝でともに日本の鍋倉那美に敗れて2位だった。世界選手権では準々決勝でフランスのクラリス・アグベニューに敗れるが、その後の3位決定戦で中国の楊俊霞に一本勝ちして3位になった。

## 主な戦績
- 2012年 - グランプリ・アブダビ　3位
- 2013年 - グランプリ・ウランバートル　3位
- 2013年 - グランドスラム・モスクワ　3位
- 2013年 - 世界ジュニア　3位
- 2014年 - 世界団体　2位
- 2014年 - アジア大会　5位
- 2016年 - ヨーロッパオープン・ワルシャワ　優勝
- 2016年 - アジア選手権　5位
- 2016年 - グランプリ・ウランバートル　優勝
- 2017年 - アジア選手権　個人戦　2位　団体戦　2位
- 2017年 -　世界選手権　3位
- 2018年 - グランプリ・タシュケント　優勝

(出典、JudoInside.com)